# Solanòidies
Solanoideae és una subfamília de la família de plantes amb flors solanàcia i és germana de la subfamília Nicotianoideae. Dins les solanàcies, les Solanoideae contenen alguns del gèneres i espècies econòmicament més importants, com el tomàquet (Solanum lycopersicon), la patata (Solanum tuberosum), albergínia (Solanum melongena), les pebroteres (Capsicum spp.), mandràgores (Mandragora spp.), i l'estramoni (Datura stramonium).
Aquesta subfamília conté diverses tribus: Capsiceae, Datureae, Hyoscyameae, Juanulloeae, Lycieae, Nicandreae, Nolaneae, Physaleae, Solandreae, i Solaneae. La família també conté les tribus Mandragoreae i Jaboroseae.

## Relacions tribals
Nicandreae és la tribu més basal de la família Datureae és el tàxon germà de Nicandreae, Physaleae, Capsiceae, i Solaneae. Solaneae + (Physaleae + Capsiceae) formen un grup monofilètic.